# Alhassan Bangura
Alhassan „Al“ Bangura (* 24. ledna 1988, Freetown, Sierra Leone) je fotbalový záložník ze Sierry Leone, hrající od druhé poloviny roku 2010 za turecký klub Mersin İdmanyurdu SK.

## Život
Narodil se ve Freetownu, po smrti svého otce však opustil zemi. Jeho otec byl hlavou čarodějnického klanu Soko a tradice velí, že syn má být nástupcem. Odjel ale do Guiney, kde potkal jistého francouzského muže (snad jménem Pierre), který z něj udělal mužského prostituta. Když ho vzal do Anglie, požádal zde o azyl.

## Kariéra
Při malém fotbálku ve Watfordu si ho všiml skaut místního klubu a pozval ho do týmu. Ještě jako člen dorostenecké akademie hrál první zápas za Watford proti Stoke City, když nahradil zraněného Gavina Mahona.

## Kauza spojená s návratem do vlasti
Díky tradici, kdy má být nástupcem svého otce v čele klanu Soko, byl v listopadu 2007 požádán[kým?], aby se vrátil do vlasti. Vrátit se ze strachu o svůj život však nechce.[zdroj?] Po příchodu do Anglie se dokonce musel odvolávat proti rozhodnutí soudu o vyhoštění – to už zasahovali i další činitelé, mezi nimi právníci i veřejnost. To už soud povolil a udělil svolení jeho klubu požádat o pracovní povolení. I další osobnosti tlačí na vládu, aby fotbalistu nechala v Británii, mezi nimi hudebník Elton John, manažer Watfordu Aidy Boothroyd, či členka vlády za Watford Claire Ward. Podepisují se petice mezi fanoušky bez rozdílu příslušnosti ke klubům. Při utkání mezi Watford FC a Plymouth Argyle mu ve stoje tleskal celý stadion a fotbalistu při děkovačce přivedl k slzám. 19. prosince 2007 dostal Al naději, že bude moci zůstat v Anglii, když bude souhlasit s jemu uděleným pracovním povolením.

## Osobní život
Alhassan si v Británii našel přítelkyni, shodou okolností také ze Sierry Leone a má s ní syna Salama.